# Лучковичи
Лучковичи — упразднённое в 1974 году село в Стародубском районе Брянской области России. Включено в состав деревни Горислово. Входило на год упразднения в состав Яцковичcкого сельсовета.

## География
Село было расположено на левом берегу реки Вабля, к северу от деревни Горислово, примерно в 9 км к северо-востоку от города Стародуба, в 2 км к западу от железнодорожного разъезда Яцковичи.

## История
В 1974 г. село включено в состав деревни Горислово.

### Административно-территориальная принадлежность
В XVII—XVIII вв. входило в полковую (1-ю) сотню Стародубского полка; с 1782 по 1929 в Стародубском уезде.